# Halichoeres erdmanni
Halichoeres erdmanni Randall & Allen, 2010 è un pesce di acqua salata appartenente alla famiglia Labridae.

## Distribuzione e habitat
Proviene dalle barriere coralline dell'ovest dell'oceano Pacifico, in particolare da Indonesia e Singapore. Nuota soprattutto in zone costiere, rocciose, con correnti intense e ricche di vegetazione acquatica, ma può essere trovato anche nelle zone con fondali sabbiosi.

## Descrizione
Presenta un corpo leggermente compresso ai lati, allungato e con la testa dal profilo abbastanza appuntito. La lunghezza massima registrata è di 7,2 cm per i maschi e 5,9 per le femmine.
Questa specie è caratterizzata da una colorazione simile a quella di H. binotopsis, cioè verde, più o meno pallida, con macchie irregolari arancioni, rosse o rosate irregolari lungo tutto il corpo. La forma e la disposizione di queste macchie varia con l'età. Somiglia anche a H. nigrescens, dal quale si può distinguere per il numero di raggi della pinna dorsale.
Gli esemplari giovanili e le femmine hanno una colorazione più pallida, e le macchie arancioni sono disposte più regolarmente che nei maschi. La pinna caudale ha il margine dritto, le pinne pelviche sono corte.

## Biologia
La biologia di questa specie non è nota.